# Klórmetán
A klórmetán  vagy metil-klorid a metán klórtartalmú származéka, a halogénezett szénhidrogének közé tartozik. Szobahőmérsékleten színtelen gáz, kissé édeskés szaga van. Könnyen cseppfolyósítható. Csak kis mértékben oldódik vízben, de jól oldható alkoholban és kloroformban.

## Kémiai tulajdonságai
Gyúlékony gáz. Ha meggyújtják zöldes szélű lánggal ég. Az égéstermékei a víz, a szén-dioxid és a hidrogén-klorid.

## Élettani hatása
A metil-klorid mérgező hatású. Ha hosszabb ideig lélegzik be, akkor aluszékonyságot és látási zavarokat okozhat. Mérgezés esetén a betegen oxigénbelélegeztetést kell alkalmazni.

## Előállítása
A klórmetán előállítható metanolból sósavval:
{\displaystyle \mathrm {CH_{3}{-}OH+HCl\rightarrow CH_{3}{-}Cl+H_{2}O} }
Gyártják metánból is katalizátor jelenlétében végzett klórozással is. Körülbelül 90%-os termeléssel állítható elő klórmetán metán és klórgáz 9:1 arányú elegyéből, ha cérium-kloridot is tartalmazó, 450 °C-ra melegített réz(II)-klorid kontakton vezetik át.
{\displaystyle \mathrm {CH_{4}+Cl_{2}\rightarrow CH_{3}{-}Cl+HCl} }
Laboratóriumban előállítható enyhén melegített konyhasóoldatba dimetil-szulfát csepegtetésével is.
{\displaystyle \mathrm {(CH_{3})_{2}SO_{4}+NaCl\rightarrow (CH_{3})NaSO_{4}+CH_{3}{-}Cl} }

## Felhasználása
Metilezőszerként használják (metilcsoport beépítésére O, S, N, C atomokra). Erre a célra azért nem a legalkalmasabb, mivel kisebb a reakciókészsége, mint a brómmetáné vagy a jódmetáné, illetve gáz halmazállapota miatt körülményes vele dolgozni. Elsősorban a festékiparban,  egyes purinok szintézisekor és metil-cellulóz előállítására alkalmazzák. Korábban hűtőgépekben is alkalmazták, ma már toxicitása miatt erre nem használják. Felhasználják műanyagok, szilikonok előállítására is.